# Torneo Apertura 2008 (Colombia)
El Torneo Apertura 2008 fue la sexagésima séptima edición de la Categoría Primera A de fútbol profesional colombiano, siendo el primer torneo de la temporada 2008. Comenzó el 1 de febrero y terminó el domingo 6 de julio.

## Sistema de juego
En la primera etapa se juegan 18 fechas bajo el sistema de todos contra todos, al término de los cuales los ocho primeros clasificados avanzan a los cuadrangulares semifinales. Allí los ocho equipos se dividen en dos grupos (A, pares y B impares). Los ganadores de cada grupo se enfrentan en junio para decidir al campeón del torneo, que obtendrá un cupo en la fase de grupos de la Copa Libertadores 2009.
|                                        |                                        | Sistema de juego |
| -------------------------------------- | -------------------------------------- | --- |
| Fase todos contra todos (18 equipos)   | Fase todos contra todos (18 equipos)   | - Sistema de liga donde se juegan los partidos de ida (los partidos de vuelta se juegan en el Torneo Finalización).                                                                              |
| Cuadrangulares semifinales (8 equipos) | Cuadrangulares semifinales (8 equipos) | - Los 8 mejores equipos posicionados en la fase todos contra todos juegan divididos en dos grupos, uno con los equipos pares (1.°, 3.°, 5.° y 7.°) y otro con los impares (2.°, 4.°, 6.° y 8.°). |
| Gran final (2 equipos)                 | Gran final (2 equipos)                 | - Los 2 equipos vencedores de la fase anterior juegan una "gran final" en partidos de ida y vuelta por el título del campeonato de la máxima categoría del fútbol profesional colombiano.        |

Nota: Existe una tabla de reclasificación en donde se lleva a cabo la sumatoria de puntos de los clubes en todos los partidos de los dos torneos de primera división: el Apertura y el Finalización (incluyendo fases finales).

## Equipos participantes

### Relevo anual de clubes
| Ascendido a la Primera A                      |
| --------------------------------------------- |
| Envigado F. C. (Campeón de la Primera B 2007) |

| Descendido a la Primera B                                |
| -------------------------------------------------------- |
| Real Cartagena (Peor promedio acumulado en la Primera A) |

### Datos de los clubes
| Equipo                 | Ciudad       | Estadio                        | Aforo  |
| ---------------------- | ------------ | ------------------------------ | ------ |
| América de Cali        | Cali         | Olímpico Pascual Guerrero      | 45.196 |
| Atlético Bucaramanga   | Bucaramanga  | Alfonso López                  | 28.000 |
| Atlético Huila         | Neiva        | Guillermo Plazas Alcid         | 27.000 |
| Atlético Nacional      | Medellín     | Atanasio Girardot              | 53.000 |
| Boyacá Chicó           | Tunja        | La Independencia               | 15.000 |
| Cúcuta Deportivo       | Cúcuta       | General Santander              | 45.000 |
| Deportes Quindío       | Armenia      | Centenario                     | 29.000 |
| Deportes Tolima        | Ibagué       | Manuel Murillo Toro            | 31.000 |
| Deportivo Cali         | Cali         | Olímpico Pascual Guerrero      | 45.195 |
| Deportivo Pasto        | Pasto        | Departamental Libertad         | 27.380 |
| Deportivo Pereira      | Pereira      | Hernán Ramírez Villegas        | 30.313 |
| Envigado F. C.         | Envigado     | Polideportivo Sur              | 12.000 |
| Independiente Medellín | Medellín     | Atanasio Girardot              | 53.000 |
| Junior                 | Barranquilla | Metropolitano Roberto Meléndez | 60.000 |
| La Equidad             | Bogotá       | Metropolitano de Techo         | 4.000  |
| Millonarios            | Bogotá       | Nemesio Camacho El Campín      | 46.018 |
| Once Caldas            | Manizales    | Palogrande                     | 42.553 |
| Independiente Santa Fe | Bogotá       | Nemesio Camacho El Campín      | 46.018 |

## Todos contra todos

### Clasificación
- Actualizado al 18 de mayo de 2008.[2]

| Pos. | Equipo                 | Pts. | PJ | PG | PE | PP | GF | GC | Dif. |
| ---- | ---------------------- | ---- | -- | -- | -- | -- | -- | -- | ---- |
| 1.º  | La Equidad             | 35   | 18 | 10 | 5  | 3  | 25 | 13 | 12   |
| 2.º  | Boyacá Chicó           | 32   | 18 | 9  | 5  | 4  | 30 | 19 | 11   |
| 3.º  | Santa Fe               | 31   | 18 | 9  | 4  | 5  | 25 | 18 | 7    |
| 4.º  | Independiente Medellín | 29   | 18 | 8  | 5  | 5  | 26 | 14 | 12   |
| 5.º  | Envigado F. C.         | 28   | 18 | 8  | 4  | 6  | 20 | 20 | 0    |
| 6.º  | Deportivo Cali         | 27   | 18 | 7  | 6  | 5  | 19 | 21 | −2   |
| 7.º  | América de Cali        | 26   | 18 | 8  | 2  | 8  | 34 | 28 | 6    |
| 8.º  | Deportes Quindío       | 25   | 18 | 6  | 7  | 5  | 25 | 22 | 3    |
| 9.º  | Cúcuta Deportivo       | 25   | 18 | 7  | 4  | 7  | 20 | 17 | 3    |
| 10.º | Atlético Bucaramanga   | 25   | 18 | 8  | 1  | 9  | 20 | 24 | −4   |
| 11.º | Millonarios            | 24   | 18 | 6  | 6  | 6  | 23 | 23 | 0    |
| 12.º | Junior                 | 24   | 18 | 7  | 3  | 8  | 21 | 23 | −2   |
| 13.º | Atlético Huila         | 23   | 18 | 5  | 8  | 5  | 25 | 25 | 0    |
| 14.º | Atlético Nacional      | 22   | 18 | 7  | 1  | 10 | 16 | 19 | −3   |
| 15.º | Once Caldas            | 19   | 18 | 5  | 4  | 9  | 20 | 28 | −8   |
| 16.º | Deportivo Pasto        | 19   | 18 | 5  | 4  | 9  | 15 | 24 | −9   |
| 17.º | Deportivo Pereira      | 19   | 18 | 5  | 4  | 9  | 21 | 33 | −12  |
| 18.º | Deportes Tolima        | 15   | 18 | 4  | 3  | 11 | 21 | 35 | −14  |

|  | Clasificado a los cuadrangulares semifinales. |
|  | Eliminado.                                    |

 Pts=Puntos; PJ=Partidos jugados; G=Partidos ganados; E=Partidos empatados; P=Partidos perdidos; GF=Goles a favor; GC=Goles en contra; DIF=Diferencia de gol

#### Evolución de las posiciones
| La Equidad             | 9  | 5  | 7  | 9  | 7  | 6  | 1  | 1  | 1  | 1  | 1  | 1  | 2  | 3  | 2  | 1  | 1  | 1  |
| Boyacá Chicó           | 6  | 6  | 4  | 5  | 3  | 4  | 5  | 5  | 10 | 10 | 11 | 8  | 5  | 4  | 5  | 4  | 3  | 2  |
| Santa Fe               | 7  | 3  | 2  | 3  | 1  | 1  | 3  | 2  | 3  | 2  | 3  | 2  | 3  | 1  | 1  | 2  | 2  | 3  |
| Independiente Medellín | 4  | 2  | 1  | 1  | 2  | 2  | 2  | 3  | 2  | 3  | 2  | 3  | 1  | 2  | 3  | 3  | 4  | 4  |
| Envigado               | 1  | 1  | 3  | 2  | 4  | 9  | 7  | 8  | 4  | 6  | 4  | 6  | 7  | 5  | 6  | 8  | 7  | 5  |
| Deportivo Cali         | 16 | 15 | 10 | 10 | 9  | 8  | 4  | 4  | 6  | 7  | 5  | 7  | 4  | 6  | 4  | 5  | 6  | 6  |
| América de Cali        | 8  | 12 | 6  | 12 | 6  | 5  | 8  | 12 | 8  | 5  | 9  | 4  | 6  | 7  | 8  | 6  | 5  | 7  |
| Deportes Quindío       | 11 | 10 | 5  | 6  | 8  | 7  | 10 | 11 | 9  | 11 | 8  | 10 | 8  | 11 | 7  | 10 | 10 | 8  |
| Cúcuta Deportivo       | 14 | 16 | 17 | 15 | 18 | 16 | 15 | 10 | 13 | 9  | 10 | 14 | 11 | 14 | 9  | 13 | 9  | 9  |
| Atlético Bucaramanga   | 5  | 4  | 12 | 4  | 5  | 3  | 6  | 9  | 11 | 12 | 13 | 12 | 13 | 10 | 13 | 9  | 12 | 10 |
| Millonarios            | 12 | 13 | 11 | 8  | 11 | 10 | 11 | 7  | 7  | 8  | 6  | 9  | 10 | 12 | 14 | 11 | 8  | 11 |
| Junior                 | 3  | 7  | 9  | 13 | 14 | 17 | 18 | 18 | 18 | 18 | 18 | 18 | 17 | 16 | 15 | 16 | 13 | 12 |
| Atlético Huila         | 10 | 11 | 15 | 16 | 17 | 15 | 14 | 16 | 12 | 13 | 14 | 13 | 14 | 13 | 16 | 12 | 14 | 13 |
| Atlético Nacional      | 15 | 17 | 8  | 14 | 10 | 13 | 17 | 13 | 16 | 14 | 16 | 15 | 16 | 15 | 10 | 7  | 11 | 14 |
| Once Caldas            | 13 | 8  | 14 | 7  | 12 | 11 | 9  | 6  | 5  | 4  | 7  | 5  | 9  | 8  | 11 | 14 | 15 | 15 |
| Deportivo Pasto        | 17 | 14 | 16 | 18 | 15 | 12 | 13 | 15 | 14 | 15 | 12 | 11 | 12 | 9  | 12 | 15 | 16 | 16 |
| Deportivo Pereira      | 18 | 18 | 18 | 17 | 16 | 18 | 16 | 17 | 17 | 17 | 15 | 16 | 15 | 17 | 18 | 17 | 17 | 17 |
| Deportes Tolima        | 2  | 9  | 13 | 11 | 13 | 14 | 12 | 14 | 15 | 16 | 17 | 17 | 18 | 18 | 17 | 18 | 18 | 18 |

### Resultados
| Fecha 1 - 1 al 3 de febrero de 2008 | Fecha 1 - 1 al 3 de febrero de 2008 | Fecha 1 - 1 al 3 de febrero de 2008 | Fecha 1 - 1 al 3 de febrero de 2008 |
| Fecha                               | Equipo Local                        | Resultado                           | Equipo Visitante                    |
| ----------------------------------- | ----------------------------------- | ----------------------------------- | ----------------------------------- |
| 1 de febrero                        | Quindío                             | 1 - 1                               | La Equidad                          |
| 2 de febrero                        | Millonarios                         | 1 - 2                               | Medellín                            |
| 2 de febrero                        | Atlético Nacional                   | 0 - 1                               | Santa Fe                            |
| 3 de febrero                        | América de Cali                     | 1 - 1                               | Huila                               |
| 3 de febrero                        | Pereira                             | 0 - 2                               | Envigado                            |
| 3 de febrero                        | Cúcuta                              | 0 - 1                               | Bucaramanga                         |
| 3 de febrero                        | Junior                              | 2 - 1                               | Once Caldas                         |
| 3 de febrero                        | Pasto                               | 0 - 1                               | Boyacá Chicó                        |
| 3 de febrero                        | Tolima                              | 2 - 0                               | Deportivo Cali                      |

| Fecha 2 - 8 al 10 de febrero de 2008 | Fecha 2 - 8 al 10 de febrero de 2008 | Fecha 2 - 8 al 10 de febrero de 2008 | Fecha 2 - 8 al 10 de febrero de 2008 |
| Fecha                                | Equipo Local                         | Resultado                            | Equipo Visitante                     |
| ------------------------------------ | ------------------------------------ | ------------------------------------ | ------------------------------------ |
| 8 de febrero                         | Deportivo Cali                       | 0 - 0                                | Millonarios                          |
| 9 de febrero                         | Envigado                             | 2 - 1                                | Cúcuta                               |
| 9 de febrero                         | Santa Fe                             | 2 - 1                                | América de Cali                      |
| 9 de febrero                         | Medellín                             | 2 - 0                                | Pereira                              |
| 10 de febrero                        | Boyacá Chicó                         | 1 - 1                                | Quindío                              |
| 10 de febrero                        | Huila                                | 0 - 0                                | Pasto                                |
| 10 de febrero                        | Bucaramanga                          | 1 - 0                                | Junior                               |
| 10 de febrero                        | La Equidad                           | 2 - 0                                | Tolima                               |
| 10 de febrero                        | Once Caldas                          | 1 - 0                                | Atlético Nacional                    |

| Fecha 3 - 15 al 17 de febrero de 2008 | Fecha 3 - 15 al 17 de febrero de 2008 | Fecha 3 - 15 al 17 de febrero de 2008 | Fecha 3 - 15 al 17 de febrero de 2008 |
| Fecha                                 | Equipo Local                          | Resultado                             | Equipo Visitante                      |
| ------------------------------------- | ------------------------------------- | ------------------------------------- | ------------------------------------- |
| 15 de febrero                         | Atlético Nacional                     | 3 - 0                                 | Bucaramanga                           |
| 16 de febrero                         | América de Cali                       | 3 - 1                                 | Once Caldas                           |
| 16 de febrero                         | Junior                                | 2 - 2                                 | Envigado                              |
| 17 de febrero                         | Pasto                                 | 1 - 2                                 | Santa Fe                              |
| 17 de febrero                         | Tolima                                | 0 - 1                                 | Quindío                               |
| 17 de febrero                         | Pereira                               | 1 - 3                                 | Deportivo Cali                        |
| 17 de febrero                         | Cúcuta                                | 0 - 1                                 | Medellín                              |
| 17 de febrero                         | Boyacá Chicó                          | 2 - 0                                 | Huila                                 |
| 17 de febrero                         | Millonarios                           | 2 - 1                                 | La Equidad                            |

| Fecha 4 - 20 y 21 de febrero de 2008 | Fecha 4 - 20 y 21 de febrero de 2008 | Fecha 4 - 20 y 21 de febrero de 2008 | Fecha 4 - 20 y 21 de febrero de 2008 |
| Fecha                                | Equipo Local                         | Resultado                            | Equipo Visitante                     |
| ------------------------------------ | ------------------------------------ | ------------------------------------ | ------------------------------------ |
| 20 de febrero                        | Quindío                              | 1 - 1                                | Huila                                |
| 20 de febrero                        | Santa Fe                             | 2 - 2                                | Boyacá Chicó                         |
| 20 de febrero                        | Once Caldas                          | 3 - 1                                | Pasto                                |
| 20 de febrero                        | Bucaramanga                          | 3 - 0                                | América de Cali                      |
| 20 de febrero                        | Tolima                               | 1 - 1                                | Millonarios                          |
| 20 de febrero                        | Medellín                             | 2 - 0                                | Junior                               |
| 20 de febrero                        | Deportivo Cali                       | 0 - 1                                | Cúcuta                               |
| 20 de febrero                        | La Equidad                           | 2 - 3                                | Pereira                              |
| 21 de febrero                        | Envigado                             | 1 - 0                                | Atlético Nacional                    |

| Fecha 5 - 23 y 24 de febrero de 2008 | Fecha 5 - 23 y 24 de febrero de 2008 | Fecha 5 - 23 y 24 de febrero de 2008 | Fecha 5 - 23 y 24 de febrero de 2008 |
| Fecha                                | Equipo Local                         | Resultado                            | Equipo Visitante                     |
| ------------------------------------ | ------------------------------------ | ------------------------------------ | ------------------------------------ |
| 23 de febrero                        | América de Cali                      | 3 - 0                                | Envigado                             |
| 23 de febrero                        | Atlético Nacional                    | 1 - 0                                | Medellín                             |
| 24 de febrero                        | Junior                               | 1 - 2                                | Deportivo Cali                       |
| 24 de febrero                        | Millonarios                          | 1 - 1                                | Quindío                              |
| 24 de febrero                        | Pereira                              | 0 - 0                                | Tolima                               |
| 24 de febrero                        | Cúcuta                               | 0 - 1                                | La Equidad                           |
| 24 de febrero                        | Pasto                                | 1 - 0                                | Bucaramanga                          |
| 24 de febrero                        | Boyacá Chicó                         | 1 - 0                                | Once Caldas                          |
| 24 de febrero                        | Huila                                | 2 - 3                                | Santa Fe                             |

| Fecha 6 - 29 de febrero hasta 2 de marzo de 2008 | Fecha 6 - 29 de febrero hasta 2 de marzo de 2008 | Fecha 6 - 29 de febrero hasta 2 de marzo de 2008 | Fecha 6 - 29 de febrero hasta 2 de marzo de 2008 |
| Fecha                                            | Equipo Local                                     | Resultado                                        | Equipo Visitante                                 |
| ------------------------------------------------ | ------------------------------------------------ | ------------------------------------------------ | ------------------------------------------------ |
| 29 de febrero                                    | Medellín                                         | 1 - 3                                            | América de Cali                                  |
| 1 de marzo                                       | Deportivo Cali                                   | 2 - 1                                            | Atlético Nacional                                |
| 1 de marzo                                       | Bucaramanga                                      | 1 - 0                                            | Boyacá Chicó                                     |
| 2 de marzo                                       | Envigado                                         | 0 - 1                                            | Pasto                                            |
| 2 de marzo                                       | Once Caldas                                      | 1 - 1                                            | Huila                                            |
| 2 de marzo                                       | Millonarios                                      | 3 - 0                                            | Pereira                                          |
| 2 de marzo                                       | La Equidad                                       | 2 - 0                                            | Junior                                           |
| 2 de marzo                                       | Tolima                                           | 0 - 0                                            | Cúcuta                                           |
| 2 de marzo                                       | Quindío                                          | 2 - 1                                            | Santa Fe                                         |

| Fecha 7 - 7 al 9 de marzo de 2008 | Fecha 7 - 7 al 9 de marzo de 2008 | Fecha 7 - 7 al 9 de marzo de 2008 | Fecha 7 - 7 al 9 de marzo de 2008 |
| Fecha                             | Equipo Local                      | Resultado                         | Equipo Visitante                  |
| --------------------------------- | --------------------------------- | --------------------------------- | --------------------------------- |
| 7 de marzo                        | Santa Fe                          | 0 - 1                             | Once Caldas                       |
| 8 de marzo                        | Cúcuta                            | 2 - 1                             | Millonarios                       |
| 8 de marzo                        | América de Cali                   | 0 - 1                             | Deportivo Cali                    |
| 9 de marzo                        | Pasto                             | 1 - 1                             | Medellín                          |
| 9 de marzo                        | Atlético Nacional                 | 0 - 1                             | La Equidad                        |
| 9 de marzo                        | Pereira                           | 2 - 0                             | Quindío                           |
| 9 de marzo                        | Junior                            | 1 - 3                             | Tolima                            |
| 9 de marzo                        | Huila                             | 4 - 2                             | Bucaramanga                       |
| 9 de marzo                        | Boyacá Chicó                      | 1 - 1                             | Envigado                          |

| Fecha 8 - 15 y 16 de marzo de 2008 | Fecha 8 - 15 y 16 de marzo de 2008 | Fecha 8 - 15 y 16 de marzo de 2008 | Fecha 8 - 15 y 16 de marzo de 2008 |
| Fecha                              | Equipo Local                       | Resultado                          | Equipo Visitante                   |
| ---------------------------------- | ---------------------------------- | ---------------------------------- | ---------------------------------- |
| 14 de marzo                        | Deportivo Cali                     | 1 - 1                              | Pasto                              |
| 15 de marzo                        | Tolima                             | 1 - 2                              | Atlético Nacional                  |
| 15 de marzo                        | Medellín                           | 0 - 0                              | Boyacá Chicó                       |
| 16 de marzo                        | La Equidad                         | 4 - 0                              | América de Cali                    |
| 16 de marzo                        | Quindío                            | 1 - 2                              | Once Caldas                        |
| 16 de marzo                        | Envigado                           | 1 - 1                              | Huila                              |
| 16 de marzo                        | Millonarios                        | 3 - 1                              | Junior                             |
| 16 de marzo                        | Pereira                            | 0 - 2                              | Cúcuta                             |
| 16 de marzo                        | Bucaramanga                        | 1 - 2                              | Santa Fe                           |

| Fecha 9 - 22 y 23 de marzo de 2008 | Fecha 9 - 22 y 23 de marzo de 2008 | Fecha 9 - 22 y 23 de marzo de 2008 | Fecha 9 - 22 y 23 de marzo de 2008 |
| Fecha                              | Equipo Local                       | Resultado                          | Equipo Visitante                   |
| ---------------------------------- | ---------------------------------- | ---------------------------------- | ---------------------------------- |
| 22 de marzo                        | Quindío                            | 4 - 1                              | Boyacá Chicó                       |
| 22 de marzo                        | Santa Fe                           | 1 - 1                              | Millonarios                        |
| 22 de marzo                        | Deportivo Cali                     | 0 - 4                              | América de Cali                    |
| 23 de marzo                        | Bucaramanga                        | 1 - 1                              | Cúcuta                             |
| 23 de marzo                        | Once Caldas                        | 1 - 1                              | Pereira                            |
| 23 de marzo                        | Huila                              | 3 - 2                              | Tolima                             |
| 23 de marzo                        | Envigado                           | 1 - 0                              | Junior                             |
| 23 de marzo                        | La Equidad                         | 1 - 1                              | Pasto                              |
| 23 de marzo                        | Medellín                           | 2 - 0                              | Atlético Nacional                  |

| Fecha 10 - 29 y 30 de marzo de 2008 | Fecha 10 - 29 y 30 de marzo de 2008 | Fecha 10 - 29 y 30 de marzo de 2008 | Fecha 10 - 29 y 30 de marzo de 2008 |
| Fecha                               | Equipo Local                        | Resultado                           | Equipo Visitante                    |
| ----------------------------------- | ----------------------------------- | ----------------------------------- | ----------------------------------- |
| 29 de marzo                         | Huila                               | 1 - 1                               | Medellín                            |
| 29 de marzo                         | Atlético Nacional                   | 1 - 1                               | Millonarios                         |
| 29 de marzo                         | Santa Fe                            | 3 - 0                               | Envigado                            |
| 30 de marzo                         | Once Caldas                         | 2 - 0                               | Bucaramanga                         |
| 30 de marzo                         | Cúcuta                              | 4 - 3                               | Quindío                             |
| 30 de marzo                         | Junior                              | 1 - 0                               | Pereira                             |
| 30 de marzo                         | América de Cali                     | 3 - 1                               | Tolima                              |
| 30 de marzo                         | Pasto                               | 1 - 2                               | La Equidad                          |
| 30 de marzo                         | Boyacá Chicó                        | 0 - 0                               | Deportivo Cali                      |

| Fecha 11 - 2 y 3 de abril de 2008 | Fecha 11 - 2 y 3 de abril de 2008 | Fecha 11 - 2 y 3 de abril de 2008 | Fecha 11 - 2 y 3 de abril de 2008 |
| Fecha                             | Equipo Local                      | Resultado                         | Equipo Visitante                  |
| --------------------------------- | --------------------------------- | --------------------------------- | --------------------------------- |
| 2 de abril                        | La Equidad                        | 2 - 1                             | Boyacá Chicó                      |
| 2 de abril                        | Medellín                          | 2 - 0                             | Santa Fe                          |
| 2 de abril                        | Envigado                          | 2 - 0                             | Once Caldas                       |
| 2 de abril                        | Millonarios                       | 3 - 1                             | América de Cali                   |
| 3 de abril                        | Quindío                           | 2 - 0                             | Bucaramanga                       |
| 3 de abril                        | Deportivo Cali                    | 2 - 1                             | Huila                             |
| 3 de abril                        | Tolima                            | 1 - 2                             | Pasto                             |
| 3 de abril                        | Pereira                           | 1 - 0                             | Atlético Nacional                 |
| 3 de abril                        | Cúcuta                            | 0 - 0                             | Junior                            |

| Fecha 12 - 5 y 6 de abril de 2008 | Fecha 12 - 5 y 6 de abril de 2008 | Fecha 12 - 5 y 6 de abril de 2008 | Fecha 12 - 5 y 6 de abril de 2008 |
| Fecha                             | Equipo Local                      | Resultado                         | Equipo Visitante                  |
| --------------------------------- | --------------------------------- | --------------------------------- | --------------------------------- |
| 5 de abril                        | Huila                             | 1 - 0                             | La Equidad                        |
| 5 de abril                        | Santa Fe                          | 2 - 0                             | Deportivo Cali                    |
| 5 de abril                        | Boyacá Chicó                      | 7 - 2                             | Tolima                            |
| 6 de abril                        | Atlético Nacional                 | 3 - 1                             | Cúcuta                            |
| 6 de abril                        | Junior                            | 2 - 2                             | Quindío                           |
| 6 de abril                        | América de Cali                   | 4 - 1                             | Pereira                           |
| 6 de abril                        | Pasto                             | 2 - 0                             | Millonarios                       |
| 6 de abril                        | Bucaramanga                       | 2 - 1                             | Envigado                          |
| 6 de abril                        | Once Caldas                       | 1 - 1                             | Medellín                          |

| Fecha 13 - 12 y 13 de abril de 2008 | Fecha 13 - 12 y 13 de abril de 2008 | Fecha 13 - 12 y 13 de abril de 2008 | Fecha 13 - 12 y 13 de abril de 2008 |
| Fecha                               | Equipo Local                        | Resultado                           | Equipo Visitante                    |
| ----------------------------------- | ----------------------------------- | ----------------------------------- | ----------------------------------- |
| 12 de abril                         | La Equidad                          | 0 - 0                               | Santa Fe                            |
| 12 de abril                         | Deportivo Cali                      | 3 - 0                               | Once Caldas                         |
| 12 de abril                         | Quindío                             | 2 - 2                               | Envigado                            |
| 12 de abril                         | Cúcuta                              | 1 - 1                               | América de Cali                     |
| 13 de abril                         | Medellín                            | 5 - 0                               | Bucaramanga                         |
| 13 de abril                         | Tolima                              | 2 - 1                               | Huila                               |
| 13 de abril                         | Pereira                             | 5 - 2                               | Pasto                               |
| 13 de abril                         | Millonarios                         | 0 - 4                               | Boyacá Chicó                        |
| 13 de abril                         | Junior                              | 3 - 0                               | Atlético Nacional                   |

| Fecha 14 - 18 al 20 de abril de 2008 | Fecha 14 - 18 al 20 de abril de 2008 | Fecha 14 - 18 al 20 de abril de 2008 | Fecha 14 - 18 al 20 de abril de 2008 |
| Fecha                                | Equipo Local                         | Resultado                            | Equipo Visitante                     |
| ------------------------------------ | ------------------------------------ | ------------------------------------ | ------------------------------------ |
| 18 de abril                          | Envigado                             | 1 - 0                                | Medellín                             |
| 19 de abril                          | América de Cali                      | 1 - 2                                | Junior                               |
| 19 de abril                          | Atlético Nacional                    | 1 - 0                                | Quindío                              |
| 20 de abril                          | Huila                                | 3 - 3                                | Millonarios                          |
| 20 de abril                          | Pasto                                | 1 - 0                                | Cúcuta                               |
| 20 de abril                          | Boyacá Chicó                         | 3 - 0                                | Pereira                              |
| 20 de abril                          | Santa Fe                             | 2 - 0                                | Tolima                               |
| 20 de abril                          | Bucaramanga                          | 4 - 1                                | Deportivo Cali                       |
| 20 de abril                          | Once Caldas                          | 1 - 1                                | La Equidad                           |

| Fecha 15 - 25 al 27 de abril de 2008 | Fecha 15 - 25 al 27 de abril de 2008 | Fecha 15 - 25 al 27 de abril de 2008 | Fecha 15 - 25 al 27 de abril de 2008 |
| Fecha                                | Equipo Local                         | Resultado                            | Equipo Visitante                     |
| ------------------------------------ | ------------------------------------ | ------------------------------------ | ------------------------------------ |
| 25 de abril                          | Quindío                              | 1 - 0                                | Medellín                             |
| 26 de abril                          | Millonarios                          | 0 - 2                                | Santa Fe                             |
| 26 de abril                          | Cúcuta                               | 3 - 0                                | Boyacá Chicó                         |
| 27 de abril                          | Atlético Nacional                    | 3 - 2                                | América de Cali                      |
| 27 de abril                          | La Equidad                           | 1 - 0                                | Bucaramanga                          |
| 27 de abril                          | Tolima                               | 4 - 3                                | Once Caldas                          |
| 27 de abril                          | Pereira                              | 3 - 3                                | Huila                                |
| 27 de abril                          | Junior                               | 2 - 0                                | Pasto                                |
| 27 de abril                          | Deportivo Cali                       | 2 - 1                                | Envigado                             |

| Fecha 16 - 3 y 4 de mayo de 2008 | Fecha 16 - 3 y 4 de mayo de 2008 | Fecha 16 - 3 y 4 de mayo de 2008 | Fecha 16 - 3 y 4 de mayo de 2008 |
| Fecha                            | Equipo Local                     | Resultado                        | Equipo Visitante                 |
| -------------------------------- | -------------------------------- | -------------------------------- | -------------------------------- |
| 3 de mayo                        | América de Cali                  | 3 - 1                            | Quindío                          |
| 3 de mayo                        | Pasto                            | 0 - 1                            | Atlético Nacional                |
| 3 de mayo                        | Boyacá Chicó                     | 2 - 1                            | Junior                           |
| 4 de mayo                        | Huila                            | 1 - 0                            | Cúcuta                           |
| 4 de mayo                        | Santa Fe                         | 1 - 1                            | Pereira                          |
| 4 de mayo                        | Bucaramanga                      | 1 - 0                            | Tolima                           |
| 4 de mayo                        | Envigado                         | 0 - 1                            | La Equidad                       |
| 4 de mayo                        | Medellín                         | 1 - 1                            | Deportivo Cali                   |
| 4 de mayo                        | Once Caldas                      | 0 - 2                            | Millonarios                      |

| Fecha 17 - 10 de mayo de 2008 | Fecha 17 - 10 de mayo de 2008 | Fecha 17 - 10 de mayo de 2008 | Fecha 17 - 10 de mayo de 2008 |
| Fecha                         | Equipo Local                  | Resultado                     | Equipo Visitante              |
| ----------------------------- | ----------------------------- | ----------------------------- | ----------------------------- |
| 10 de mayo                    | Quindío                       | 0 - 0                         | Deportivo Cali                |
| 10 de mayo                    | La Equidad                    | 2 - 1                         | Medellín                      |
| 10 de mayo                    | América de Cali               | 2 - 0                         | Pasto                         |
| 10 de mayo                    | Millonarios                   | 1 - 0                         | Bucaramanga                   |
| 10 de mayo                    | Pereira                       | 3 - 1                         | Once Caldas                   |
| 10 de mayo                    | Cúcuta                        | 2 - 0                         | Santa Fe                      |
| 10 de mayo                    | Junior                        | 1 - 0                         | Huila                         |
| 10 de mayo                    | Atlético Nacional             | 0 - 1                         | Boyacá Chicó                  |
| 10 de mayo                    | Tolima                        | 1 - 2                         | Envigado                      |

| Fecha 18 - 18 de mayo de 2008 | Fecha 18 - 18 de mayo de 2008 | Fecha 18 - 18 de mayo de 2008 | Fecha 18 - 18 de mayo de 2008 |
| Fecha                         | Equipo Local                  | Resultado                     | Equipo Visitante              |
| ----------------------------- | ----------------------------- | ----------------------------- | ----------------------------- |
| 18 de mayo                    | Pasto                         | 0 - 2                         | Quindío                       |
| 18 de mayo                    | Boyacá Chicó                  | 3 - 2                         | América de Cali               |
| 18 de mayo                    | Huila                         | 1 - 0                         | Atlético Nacional             |
| 18 de mayo                    | Santa Fe                      | 1 - 2                         | Junior                        |
| 18 de mayo                    | Once Caldas                   | 1 - 2                         | Cúcuta                        |
| 18 de mayo                    | Envigado                      | 1 - 0                         | Millonarios                   |
| 18 de mayo                    | Bucaramanga                   | 3 - 0                         | Pereira                       |
| 18 de mayo                    | Medellín                      | 4 - 1                         | Tolima                        |
| 18 de mayo                    | Deportivo Cali                | 1 - 1                         | La Equidad                    |

## Cuadrangulares semifinales
La segunda fase del Torneo Apertura 2008 consiste en los cuadrangulares semifinales. Estos los disputan los ocho mejores equipos del torneo distribuidos en dos grupos de cuatro equipos divididos en pares e impares. Los ganadores de cada grupo se enfrentan en la gran final para definir al campeón.

### Grupo A
| Pos. | Equipo          | Pts. | PJ | PG | PE | PP | GF | GC | Dif. |
| ---- | --------------- | ---- | -- | -- | -- | -- | -- | -- | ---- |
| 1.º  | América de Cali | 13   | 6  | 4  | 1  | 1  | 11 | 4  | 7    |
| 2.º  | Envigado F. C.  | 8    | 6  | 2  | 2  | 2  | 8  | 9  | −1   |
| 3.º  | Santa Fe        | 7    | 6  | 2  | 1  | 3  | 6  | 8  | −2   |
| 4.º  | La Equidad      | 5    | 6  | 1  | 2  | 3  | 4  | 8  | −4   |

|  | Clasificado a la gran final. |

 Pts=Puntos; PJ=Partidos jugados; G=Partidos ganados; E=Partidos empatados; P=Partidos perdidos; GF=Goles a favor; GC=Goles en contra; DIF=Diferencia de gol
| Fecha 1 - 21 de mayo de 2008 | Fecha 1 - 21 de mayo de 2008 | Fecha 1 - 21 de mayo de 2008 |
| Equipo Local                 | Resultado                    | Equipo Visitante             |
| ---------------------------- | ---------------------------- | ---------------------------- |
| La Equidad                   | 0 - 2                        | América de Cali              |
| Envigado                     | 2 - 0                        | Santa Fe                     |

| Fecha 2 - 24 y 25 de mayo de 2008 | Fecha 2 - 24 y 25 de mayo de 2008 | Fecha 2 - 24 y 25 de mayo de 2008 |
| Equipo Local                      | Resultado                         | Equipo Visitante                  |
| --------------------------------- | --------------------------------- | --------------------------------- |
| América de Cali                   | 2 - 0                             | Envigado                          |
| Santa Fe                          | 0 - 1                             | La Equidad                        |

| Fecha 3 - 8 de junio de 2008 | Fecha 3 - 8 de junio de 2008 | Fecha 3 - 8 de junio de 2008 |
| Equipo Local                 | Resultado                    | Equipo Visitante             |
| ---------------------------- | ---------------------------- | ---------------------------- |
| América de Cali              | 3 - 0                        | Santa Fe                     |
| La Equidad                   | 2 - 2                        | Envigado                     |

| Fecha 4 - 22 de junio de 2008 | Fecha 4 - 22 de junio de 2008 | Fecha 4 - 22 de junio de 2008 |
| Equipo Local                  | Resultado                     | Equipo Visitante              |
| ----------------------------- | ----------------------------- | ----------------------------- |
| Envigado                      | 1 - 0                         | La Equidad                    |
| Santa Fe                      | 2 - 0                         | América de Cali               |

| Fecha 5 - 25 de junio de 2008 | Fecha 5 - 25 de junio de 2008 | Fecha 5 - 25 de junio de 2008 |
| Equipo Local                  | Resultado                     | Equipo Visitante              |
| ----------------------------- | ----------------------------- | ----------------------------- |
| Envigado                      | 1 - 3                         | América de Cali               |
| La Equidad                    | 0 - 2                         | Santa Fe                      |

| Fecha 6 - 28 de junio de 2008 | Fecha 6 - 28 de junio de 2008 | Fecha 6 - 28 de junio de 2008 |
| Equipo Local                  | Resultado                     | Equipo Visitante              |
| ----------------------------- | ----------------------------- | ----------------------------- |
| América de Cali               | 1 - 1                         | La Equidad                    |
| Santa Fe                      | 2 - 2                         | Envigado                      |

### Grupo B
| Pos. | Equipo                 | Pts. | PJ | PG | PE | PP | GF | GC | Dif. |
| ---- | ---------------------- | ---- | -- | -- | -- | -- | -- | -- | ---- |
| 1.º  | Boyacá Chicó           | 10   | 6  | 2  | 4  | 0  | 9  | 7  | 2    |
| 2.º  | Independiente Medellín | 9    | 6  | 2  | 3  | 1  | 10 | 4  | 6    |
| 3.º  | Deportes Quindío       | 6    | 6  | 1  | 3  | 2  | 5  | 6  | −1   |
| 4.º  | Deportivo Cali         | 5    | 6  | 1  | 2  | 3  | 6  | 13 | −7   |

|  | Clasificado a la gran final. |

 Pts=Puntos; PJ=Partidos jugados; G=Partidos ganados; E=Partidos empatados; P=Partidos perdidos; GF=Goles a favor; GC=Goles en contra; DIF=Diferencia de gol
| Fecha 1 - 21 de mayo de 2008 | Fecha 1 - 21 de mayo de 2008 | Fecha 1 - 21 de mayo de 2008 |
| Equipo Local                 | Resultado                    | Equipo Visitante             |
| ---------------------------- | ---------------------------- | ---------------------------- |
| Quindío                      | 0 - 0                        | Medellín                     |
| Deportivo Cali               | 2 - 2                        | Boyacá Chicó                 |

| Fecha 2 - 24 y 25 de mayo de 2008 | Fecha 2 - 24 y 25 de mayo de 2008 | Fecha 2 - 24 y 25 de mayo de 2008 |
| Equipo Local                      | Resultado                         | Equipo Visitante                  |
| --------------------------------- | --------------------------------- | --------------------------------- |
| Medellín                          | 5 - 0                             | Deportivo Cali                    |
| Boyacá Chicó                      | 2 - 1                             | Quindío                           |

| Fecha 3 - 8 de junio de 2008 | Fecha 3 - 8 de junio de 2008 | Fecha 3 - 8 de junio de 2008 |
| Equipo Local                 | Resultado                    | Equipo Visitante             |
| ---------------------------- | ---------------------------- | ---------------------------- |
| Medellín                     | 1 - 1                        | Boyacá Chicó                 |
| Quindío                      | 1 - 1                        | Deportivo Cali               |

| Fecha 4 - 22 de junio de 2008 | Fecha 4 - 22 de junio de 2008 | Fecha 4 - 22 de junio de 2008 |
| Equipo Local                  | Resultado                     | Equipo Visitante              |
| ----------------------------- | ----------------------------- | ----------------------------- |
| Deportivo Cali                | 0 - 2                         | Quindío                       |
| Boyacá Chicó                  | 1 - 1                         | Medellín                      |

| Fecha 5 - 25 de junio de 2008 | Fecha 5 - 25 de junio de 2008 | Fecha 5 - 25 de junio de 2008 |
| Equipo Local                  | Resultado                     | Equipo Visitante              |
| ----------------------------- | ----------------------------- | ----------------------------- |
| Deportivo Cali                | 2 - 1                         | Medellín                      |
| Quindío                       | 1 - 1                         | Boyacá Chicó                  |

| Fecha 6 - 29 de junio de 2008 | Fecha 6 - 29 de junio de 2008 | Fecha 6 - 29 de junio de 2008 |
| Equipo Local                  | Resultado                     | Equipo Visitante              |
| ----------------------------- | ----------------------------- | ----------------------------- |
| Boyacá Chicó                  | 2 - 1                         | Deportivo Cali                |
| Medellín                      | 2 - 0                         | Quindío                       |

## Final
- La hora de cada encuentro corresponde al huso horario que rige a Colombia (UTC-5).

| 2 de julio de 2008, 19:00 | América de Cali | 1:1 (1:1) | Boyacá Chicó | Estadio Olímpico Pascual Guerrero, Cali                   |                                                           |
|                           | Valencia 44'    |           | Salazar 23'  | Asistencia: 40 000 espectadores Árbitro(s): Wilmar Roldán | Asistencia: 40 000 espectadores Árbitro(s): Wilmar Roldán |

| 6 de julio de 2008, 17:30 | Boyacá Chicó                   | 1:1 (1:0) (4:2 p.)         | América de Cali                      | Estadio de La Independencia, Tunja                        |                                                           |
|                           | Caneo 35'                      |                            | Tejada 84'                           | Asistencia: 12 000 espectadores Árbitro(s): Albert Duarte | Asistencia: 12 000 espectadores Árbitro(s): Albert Duarte |
|                           |                                | Tiros desde el punto penal |                                      |                                                           |                                                           |
|                           | Caneo · Díaz · Pino · Palacios |                            | González · Restrepo · Ramos · Arango |                                                           |                                                           |

|                                  |
| Bandera de Colombia              |
| Campeón Boyacá Chicó 1.er título |

## Goleadores
| Jugador         | Equipo           | Goles |
| --------------- | ---------------- | ----- |
| Miguel Caneo    | Boyacá Chicó     | 13    |
| Iván Velásquez  | Deportes Quindío | 13    |
| Luis Tejada     | América de Cali  | 12    |
| Léider Preciado | Santa Fe         | 10    |
| Carlos Rentería | Atlético Huila   | 10    |